# Lee Yul-eum
Lee Yul-eum (en hangul 이열음; 16 de febrero de 1996) es una actriz y modelo surcoreana.

## Biografía
Es hija de la también actriz Yoon Young-joo (1966).

## Educación
Hizo sus estudios de secundaria en la escuela secundaria femenina Bundang Yeongdeok, y a continuación estudió en el Departamento de Medios de Comunicación y Actuación de la Universidad Femenina de Sungshin.

## Carrera
La actriz forma parte de la agencia Namoo Actors desde enero de 2020.
Después de algunas apariciones en publicidad y en el vídeo de apertura de los Mnet Asian Music Awards de 2013, debutó ese mismo año en la serie I Can't Take It Anymore de JTBC.
En 2016 protagonizó la serie My First Love con el papel de Han Ji-soo, una joven estudiante que vive su primer amor, con una actuación que recibió críticas favorables.
En 2019 interpretó el personaje de Kang Mal-son en la película Beyond That Mountain, filme biográfico sobre la niñez del que fuera después cardenal Stephen Kim Sou-hwan, y que fue estrenada en abril de 2020.
En julio del mismo año participó en el reality show de supervivencia Law of the Jungle, transmitido por SBS. Durante el mismo arrancó y comió dos almejas gigantes, una especie de moluscos protegida y en peligro de extinción, en el parque nacional Hat Chao Mai (Tailandia), donde se rodaba la temporada. El director del parque, cuando vio una fotografía que circulaba en las redes sociales, la denunció por un delito que puede ser castigado por un máximo de cinco años de prisión. Aunque la actriz abandonó libremente el país, se temía que Tailandia emitiera una solicitud de extradición. El canal SBS se disculpó públicamente. El hecho provocó también la intervención del Ministerio de Asuntos Exteriores surcoreano.
En 2021 actuó en la serie Nervertheless con el papel de Yoon Seol-ah, compañera de clase y exnovia de Park Jae-eon.

## Filmografía

### Series de televisión
| Año  | Título                                             | Papel                | Canal     | Notas     | Ref.          |
| ---- | -------------------------------------------------- | -------------------- | --------- | --------- | ------------- |
| 2013 | I Can't Take It Anymore                            | Park Eun-mi          | jTBC      |           | [ 10 ]        |
| 2013 | Drama Festival 2013: Boy Meets Girl                | Ha-kyeong            | MBC       |           | [ 3 ]         |
| 2014 | High School King of Savvy                          | Jung Yoo-ah          | tvN       |           | [ 11 ]        |
| 2014 | Drama Special Season 5: Middle School Student A    | Jo Eun-seo           | KBS2      |           | [ 12 ]        |
| 2014 | High School King of Savvy Company                  | Jung Yoo-ah          | tvN       |           | [ 13 ]        |
| 2015 | Divorce Lawyer in Love                             | Woo Yoo-mi           | SBS       |           | [ 14 ]        |
| 2015 | Save the Family                                    | Oh Se-mi             | KBS1      |           | [ 15 ]        |
| 2015 | The Village: Achiara's Secret                      | Ga-yeong             | SBS       |           | [ 16 ]        |
| 2016 | Monster                                            | Cha Jung-eun         | MBC       |           | [ 1 ]         |
| 2018 | My First Love                                      | Han Ji-soo           | OCN       |           | [ 4 ]         |
| 2018 | Drama Special Season 9: My Mother's Third Marriage | Oh Eun-soo           | KBS2      |           | [ 17 ]        |
| 2018 | Dae Jang Geum is Watching                          | Han Jin-mi           | MBC       |           | [ 18 ]        |
| 2019 | Queen: Love and War                                | Jo Young-ji          | TV Chosun |           | [ 19 ]        |
| 2020 | Touch                                              | Girl on the plane    | Channel A |           | [ 20 ]        |
| 2021 | Nevertheless                                       | Yoon Seol-ah         | JTBC      |           | [ 21 ]        |
| 2022 | The 8 Show                                         | Kim Yang/Cuarto piso | Netflix   | Serie web | [ 22 ] [ 23 ] |

### Películas
| Año  | Título                   | Papel          | Notas        | Ref.          |
| ---- | ------------------------ | -------------- | ------------ | ------------- |
| 2014 | Black Corridor 2         | Ryu Seon-young | Cortometraje |               |
| 2017 | The King                 | Eul-soon       |              | [ 24 ]        |
| 2020 | Beyond That Mountain     | Kang Mal-son   |              | [ 25 ]        |
| 2021 | Urban Myths: Tooth Worms |                |              | [ 26 ]        |
| 2021 | Emergency Declaration    | Park Shi-young |              | [ 27 ]        |
| 2022 | Shin Ji-ki               | Shin Ji-ki     | Película web | [ 28 ]        |
| 2022 | Seoul Ghost Story        | Su-jin         |              | [ 29 ] [ 30 ] |

### Televisión
| Año  | Título                             | Papel    | Canal | Notas                             | Ref.   |
| ---- | ---------------------------------- | -------- | ----- | --------------------------------- | ------ |
| 2017 | DJ Show Triangle                   | invitada | SBS   | 28/05/2017                        | [ 31 ] |
| 2019 | Law of the Jungle (In Lost Island) | invitada | SBS   | Episodios 368-372 (15/06 a 13/07) | [ 32 ] |

## Premios y candidaturas
| Año  | Premio                              | Categoría               | Papel                         | Resultado | Ref.   |
| ---- | ----------------------------------- | ----------------------- | ----------------------------- | --------- | ------ |
| 2015 | SBS Drama Awards                    | Premio Nueva estrella   | The Village: Achiara's Secret | Ganadora  | [ 33 ] |
| 2016 | MBC Drama Awards                    | Mejor actriz revelación | Monster                       | Nominada  | [ 34 ] |
| 2018 | MBC Entertainment Awards Music/Talk | Mejor actriz revelación | Dae Jang Geum is Watching     | Nominada  |        |